# مقاطعة إزو

خريطة اليابان عام 1868 موضح عليها مقاطعة إزو باللون الأحمر

مقاطعة إزو (باليابانية: 伊豆国 إزو نو كوني) كانت مقاطعة في اليابان قديما متضمنة شبه جزيرة إزو والتي هي اليوم جزء من محافظة شيزوكا وجزر إزو التي هي اليوم جزء من طوكيو. أحاط بمقاطعة إزو مقاطعتي ساغامي وسوروغا.
أول معبد شينتو في إزو كان ميشيما، والثاني كان معبد أساما.
أثناء فترة المقاطعات المتحاربة كانت إزو تتبع لكل من يسيطر على منطقة كانتو متضمنة موساشي وساغامي بمن فيهم عشيرة هوجو ولاحقاً شوغون توكوغاوا.